# Mas Xiquet (Ullà)
El Mas Xiquet és una obra d'Ullà (Baix Empordà) inclosa a l'Inventari del Patrimoni Arquitectònic de Catalunya.

## Descripció
Situat al peu del Montgrí, a la part més enlairada del nucli, el Mas Xiquet és un edifici amb un cos principal de planta rectangular, de tres pisos i coberta de teula a dues vessants, amb dependències annexes. És remarcable la façana de migdia, amb composició d'arcs, en general de mig punt, que es fan més petits en els pisos superiors. La planta baixa mostra un porxo de quatre arcs; el primer pis una galeria de dotze arcs (amb les obertures allindades corresponents a les sortides de les estances interiors), i el segon pis quinze finestres i un rellotge de sol.

## Història
La data més antiga de l'edifici correspon al 1731, tot i que el seu origen és anterior. L'any 1823 s'hi van realitzar importants reformes. Sembla que va ser propietat de Victor Català.